# Chan Kon Leong
Chan Kon Leong (* um 1917; † 20. oder 21. Jahrhundert) war ein malaysischer Badmintonspieler.

## Sportliche Karriere
Chan Kon Leong gewann mit dem malaysischen Team die Erstauflage der Weltmeisterschaft für Männermannschaften, den Thomas Cup, in der Saison 1948/49. Zum Finale begab er sich mit seinen sieben Mannschaftskameraden Law Teik Hock, Yeoh Teck Chye, Teoh Seng Khoon, Ooi Teik Hock, Wong Peng Soon, Lim Kee Fong, Ong Poh Lim und dem nichtspielenden Kapitän Lim Chuan Geok im Dezember 1948 auf eine 25-tägige Schiffsreise ins Vereinigte Königreich, wo die Malayen erstmals mit einem europäischen Winter konfrontiert wurden.  Im Halbfinale gegen die USA siegte Chan Kon Leong mit seinem Partner Yeoh Teck Chye sowohl gegen Clinton Stephens und Bobby Williams als auch gegen Dave Freeman und Wynn Rogers deutlich in zwei Sätzen.
Im Finale gegen Dänemark gewannen beide erneut klar gegen Poul Holm und Ib Olesen sowie Jørn Skaarup und Preben Dabelsteen und legten damit den Grundstein für Malayas Sieg in dieser Erstauflage des Thomas Cups.
1952 war Chan Kon Leong erneut Mitglied des malaysischen Thomas-Cup-Teams. Gemeinsam mit Abdullah Piruz verloren sie im Finale gegen die USA diesmal gegen Bobby Williams und Wynn Rogers, siegten jedoch gegen Dick Mitchell und Carl Loveday, so dass die Malayen ihren Titel erfolgreich verteidigen konnten.
1935 war Chan Kon Leong Herreneinzelchampion von Selangor, während seine Schwester Chan Kon Neong Dameneinzeltitelträgerin wurde.